# Idaea lipara
Idaea lipara là một loài bướm đêm trong họ Geometridae.